# Lie-Produktformel
Die Lie-Produktformel oder liesche Produktformel, benannt nach Sophus Lie, ist eine Formel zur Berechnung des Wertes der Exponentialfunktion von einer Summe zweier quadratischer Matrizen. Wegen späterer Verallgemeinerungen durch Hale Trotter spricht man auch von der Trotter-Produktformel oder Lie-Trotter-Produktformel.

## Die Produktformel
Seien {\displaystyle A} und {\displaystyle B} zwei quadratische Matrizen gleicher Größe über {\displaystyle \mathbb {R} } oder {\displaystyle \mathbb {C} }, etwa {\displaystyle n\times n}-Matrizen. Dann kann man ihre Summe {\displaystyle A+B} bilden. Ferner kann man die Exponentialfunktion von quadratischen Matrizen durch Einsetzen in die Exponentialreihe definieren, das heißt
{\displaystyle e^{A}:=\sum _{k=0}^{\infty }{\frac {A^{k}}{k!}}}.
Dabei wird der Grenzwert der Reihe im Raum der {\displaystyle n\times n}-Matrizen gebildet, das heißt komponentenweise. Mit diesen Daten gilt die Lie-Produktformel:
{\displaystyle e^{A+B}=\lim _{N\to \infty }\left(e^{A/N}e^{B/N}\right)^{N}}.

## Bemerkung
Die aus der Analysis bekannte Formel für die Exponentialfunktion einer Summe gilt nur eingeschränkt:
{\displaystyle e^{A+B}=e^{A}e^{B}}   falls   {\displaystyle AB=BA},
denn falls die Matrizen {\displaystyle A} und {\displaystyle B} vertauschen, kann man den aus der Analysis bekannten Beweis der Formel
{\displaystyle e^{x+y}=e^{x}e^{y}}   für alle   {\displaystyle x,y\in \mathbb {K} } ({\displaystyle \mathbb {K} } steht für {\displaystyle \mathbb {R} } oder {\displaystyle \mathbb {C} })
einfach kopieren. Die Lie-Produktformel verallgemeinert diese Situation, denn wenn {\displaystyle A} und {\displaystyle B} vertauschen, so vertauschen auch {\displaystyle \textstyle e^{A/N}} und {\displaystyle \textstyle e^{B/N}} und man erhält
{\displaystyle \left(e^{A/N}e^{B/N}\right)^{N}=\left(e^{A/N}\right)^{N}\left(e^{B/N}\right)^{N}=e^{A}e^{B}}.

## Anwendung
Ist {\displaystyle G} eine abgeschlossene Untergruppe der allgemeinen linearen Gruppe {\displaystyle \mathrm {GL} (n,\mathbb {K} )}, so definiert man die zugeordnete Lie-Algebra durch
{\displaystyle L(G):=\{A\in \mathrm {M} _{n}(\mathbb {K} )\mid e^{tA}\in G{\text{ für alle }}t\in \mathbb {R} \}}.
Bei dieser Definition ist nicht einmal klar, dass die so definierte Menge {\displaystyle L(G)} überhaupt ein Vektorraum ist. Offensichtlich ist nur, dass mit {\displaystyle a\in \mathbb {R} \setminus \{0\}} und {\displaystyle A\in L(G)} auch {\displaystyle aA\in L(G)} ist, denn es ist {\displaystyle e^{tA}\in G} für alle {\displaystyle t\in \mathbb {R} } genau dann, wenn {\displaystyle e^{taA}\in G} für alle {\displaystyle t\in \mathbb {R} }. Um zu zeigen, dass {\displaystyle L(G)} auch bzgl. der Addition abgeschlossen ist, verwendet man obige Lie-Produktformel wie folgt.
Seien {\displaystyle A,B\in L(G)}. Dann ist definitionsgemäß {\displaystyle \textstyle e^{tA/N},e^{tB/N}\in G} für alle {\displaystyle t\in \mathbb {R} ,N\in \mathbb {N} }. Da {\displaystyle G} eine Gruppe ist, folgt auch {\displaystyle \textstyle \left(e^{tA/N}e^{tB/N}\right)^{N}\in G} für alle {\displaystyle t\in \mathbb {R} ,N\in \mathbb {N} }. Da {\displaystyle G}  abgeschlossen ist, enthält {\displaystyle G} auch den Grenzwert für {\displaystyle N\to \infty }, und das führt nach der Lie-Produktformel zu {\displaystyle \textstyle e^{tA+tB}\in G} und damit auch {\displaystyle \textstyle e^{t(A+B)}\in G} für alle {\displaystyle t\in \mathbb {R} }. Aber das bedeutet definitionsgemäß {\displaystyle A+B\in L(G)}.

## Verallgemeinerungen
Die Lie-Produktformel gilt allgemeiner in beliebigen Banachalgebren mit Einselement. Die Exponentialfunktion eines Elements der Banachalgebra kann wieder über die Exponentialreihe definiert werden. Sind {\displaystyle A} und {\displaystyle B} Elemente einer solchen Banachalgebra, so gilt:
{\displaystyle e^{A+B}=\lim _{N\to \infty }\left(e^{A/N}e^{B/N}\right)^{N}}
Insbesondere gilt die Formel für alle beschränkten Operatoren auf einem Hilbertraum. Auf unendlichdimensionalen Hilberträumen sind aber auch gewisse unbeschränkte Operatoren, die dicht-definierten, selbstadjungierten Operatoren {\displaystyle A} mit Definitionsbereich {\displaystyle D(A)} von besonderem Interesse. Für diese können mittels des Spektralsatzes die unitären Operatoren {\displaystyle \textstyle e^{\mathrm {i} tA},\,t\in \mathbb {R} } gebildet werden. Dann gilt folgende auf Hale Trotter zurückgehende Verallgemeinerung, die man die Trotter-Produktformel oder Lie-Trotter-Produktformel nennt:
Seien {\displaystyle A} und {\displaystyle B} zwei selbstadjungierte Operatoren mit Definitionsbereichen {\displaystyle D(A)} bzw. {\displaystyle D(B)} in einem komplexen Hilbertraum, so dass {\displaystyle A+B} auf {\displaystyle D(A)\cap D(B)} wesentlich selbstadjungiert ist. Dann gilt
{\displaystyle e^{\mathrm {i} t(A+B)}=s-\lim _{N\to \infty }\left(e^{\mathrm {i} tA/N}e^{\mathrm {i} tB/N}\right)^{N}}.
Dabei bedeutet {\displaystyle s-\lim } Konvergenz bzgl. der starken Operatortopologie, das heißt, wendet man beide Seiten der Formel auf einen festen Vektor des Hilbertraums an, so liegt Normkonvergenz vor.
Da die {\displaystyle \textstyle e^{\mathrm {i} tA}} unitär sind und daher als beschränkte Operatoren die Norm 1 haben, handelt es sich um den Prototyp einer kontraktiven, stark stetigen Halbgruppe auf einem Banachraum. Die Lie-Trotter-Produktformel lässt sich auf diese Situation wie folgt verallgemeinern, wobei {\displaystyle \textstyle e^{tA}} den {\displaystyle t}-ten Halbgruppenoperator zum Erzeuger {\displaystyle A} bezeichnet:
Seien {\displaystyle A}, {\displaystyle B} und {\displaystyle C} Erzeuger kontraktiver, stetiger Halbgruppen auf einem Banachraum {\displaystyle X}, und es sei {\displaystyle Cx=Ax+Bx} für alle {\displaystyle x} aus einem wesentlichen Bereich von {\displaystyle C}. Dann gilt
{\displaystyle e^{tC}=s-\lim _{N\to \infty }\left(e^{tA/N}e^{tB/N}\right)^{N}}   für alle    {\displaystyle t\in \mathbb {R} _{\geq 0}},
das heißt
{\displaystyle e^{tC}x=\lim _{N\to \infty }\left(e^{tA/N}e^{tB/N}\right)^{N}x}   für alle    {\displaystyle x\in X} und {\displaystyle t\in \mathbb {R} _{\geq 0}}